# Aeroporti d'Europa per traffico merci
La seguente lista riporta gli scali Europei in base alle tonnellate di merci annue trasportate.
La seguente lista non comprende gli aeroporti russi e turchi.

## Statistiche 2014
| Posizione | Aeroporto                          | Regione                                                             | Codice (IATA) | Totale merci (tonnellate) | Variazione % Anno 2013 | Posizione 2013 | Note |
| --------- | ---------------------------------- | ------------------------------------------------------------------- | ------------- | ------------------------- | ---------------------- | -------------- | ---- |
| 1         | Francoforte                        | Francoforte sul Meno, Germania                                      | FRA/EDD       | 2,132,132                 | 1,8                    | Stabile        |      |
| 2         | Aeroporto di Parigi-Roissy         | Seine-et-Marne/Seine-Saint-Denis/Val-d'Oise, Île-de-France, Francia | CDG/LFPG      | 1,890,829                 | 0,8                    | Stabile        |      |
| 3         | Aeroporto di Amsterdam-Schiphol    | Haarlemmermeer, Paesi Bassi                                         | AMS/EHAM      | 1,670,674                 | 6.7                    | Stabile        |      |
| 4         | Aeroporto di Londra-Heathrow       | Hayes, Hillingdon, Greater London, Regno Unito                      | LHR/EGLL      | 1,588,652                 | 4.9                    | Stabile        |      |
| 5.        | Aeroporto di Lipsia-Halle          | Lipsia, Germania                                                    | LEJ/EDDP      | 906,490                   | 3.2                    | Stabile        |      |
| 6.        | Aeroporto di Colonia/Bonn          | Colonia, Germania                                                   | CGN/EDDK      | 754,356                   | 5.6                    | Stabile        |      |
| 7.        | Aeroporto di Lussemburgo-Findel    | Lussemburgo                                                         | LUX/ELLX      | 708,077                   | 5,1                    | Stabile        |      |
| 8.        | Aeroporto di Milano-Malpensa       | Milano, Italia                                                      | MXP/LIMC      | 469,343                   | 9,1                    | Stabile        |      |
| 9.        | Aeroporto di Bruxelles-National    | Bruxelles, Belgio                                                   | BRU/EBBR      | 453,954                   | 5,6                    | Stabile        |      |
| 10.       | Aeroporto di Madrid-Barajas        | Madrid, Spagna                                                      | MAD/LEMD      | 366,654                   | 5.8                    | Stabile        |      |
| 11.       | Aeroporto di Vienna-Schwechat      | Vienna, Austria                                                     | VIE/LOWW      | 277,532                   | 8.3                    | Stabile        |      |
| 12.       | Aeroporto di Roma-Fiumicino        | Fiumicino, Italia                                                   | FCO/LIRF      | 143,088                   | 0,8                    | Stabile        |      |
| 13.       | Aeroporto di Bergamo-Orio al Serio | Orio al Serio, Italia                                               | BGY/LIME      | 123.206                   | 6,1                    | 1              |      |
| 14.       | Aeroporto di Oslo-Gardermoen       | Oslo, Norvegia                                                      | OSL/ENGM      | 119,881                   | Stabile                | 1              |      |
| 15.       | Aeroporto di Barcellona-El Prat    | Barcellona, Spagna                                                  | BCN/LEBL      | 102,692                   | 2.4                    | Stabile        |      |

## Statistiche 2013
| Posizione | Aeroporto                          | Regione                                              | Codice (IATA) | Totale merci (tonnellate) | Variazione % Anno 2012 | Posizione 2012 | Note |
| --------- | ---------------------------------- | ---------------------------------------------------- | ------------- | ------------------------- | ---------------------- | -------------- | ---- |
| 1         | Francoforte                        | Francoforte sul Meno, Germania                       | FRA/EDD       | 2,094,453                 | 1,4                    | Stabile        |      |
| 2         | Aeroporto di Parigi-Roissy         | Seine-et-Marne/Seine-Saint-Denis/Val-d'Oise, Francia | CDG/LFPG      | 2,069,200                 | 3.8                    | Stabile        |      |
| 3         | Aeroporto di Amsterdam-Schiphol    | Haarlemmermeer, Paesi Bassi                          | AMS/EHAM      | 1,565,961                 | 3.6                    | Stabile        |      |
| 4         | Aeroporto di Londra-Heathrow       | Hayes, Greater London, Regno Unito                   | LHR/EGLL      | 1,515,056                 | 2.6                    | Stabile        |      |
| 5.        | Aeroporto di Lipsia-Halle          | Lipsia, Germania                                     | LEJ/EDDP      | 878,024                   | 3.8                    | Stabile        |      |
| 6.        | Aeroporto di Colonia/Bonn          | Colonia, Germania                                    | CGN/EDDK      | 717,146                   | 3.8                    | Stabile        |      |
| 7.        | Aeroporto di Lussemburgo-Findel    | Lussemburgo                                          | LUX/ELLX      | 673,499                   | Stabile                | Stabile        |      |
| 8.        | Aeroporto di Milano-Malpensa       | Milano, Italia                                       | MXP/LIMC      | 430,343                   | 3,9                    | Stabile        |      |
| 9.        | Aeroporto di Bruxelles-National    | Bruxelles, Belgio                                    | BRU/EBBR      | 429,938                   | Stabile                | Stabile        |      |
| 10.       | Aeroporto di Madrid-Barajas        | Madrid, Spagna                                       | MAD/LEMD      | 345,802                   | 4.4                    | Stabile        |      |
| 11.       | Aeroporto di Vienna-Schwechat      | Vienna, Austria                                      | VIE/LOWW      | 256,194                   | 1.6                    | Stabile        |      |
| 12.       | Aeroporto di Roma-Fiumicino        | Fiumicino, Italia                                    | FCO/LIRF      | 135,068                   | 0,0                    | Stabile        |      |
| 13.       | Aeroporto di Oslo-Gardermoen       | Oslo, Norvegia                                       | OSL/ENGM      | 119,881                   | 1,2                    | Stabile        |      |
| 14.       | Aeroporto di Bergamo-Orio al Serio | Orio al Serio, Italia                                | BGY/LIME      | 116.112                   | 0,8                    | Stabile        |      |
| 15.       | Aeroporto di Barcellona-El Prat    | Barcellona, Spagna                                   | BCN/LEBL      | 100,297                   | 3.9                    | Stabile        |      |